# Wasington
Wasington es el final de la trilogía de Lars Von Trier "USA - Land of Opportunities" (Estados Unidos de América - Tierra de las oportunidades). Las otras dos partes son Dogville (2003) y Manderlay (2005). 
La película estaba anunciada inicialmente para 2007, pero ha sido pospuesta. Se dice que la película estará ambientada en los años cuarenta. Se desconoce en este caso quien interpretará el personaje principal de Grace, pero se rumorea que la actriz de Dogville Nicole Kidman podría volver a interpretar el papel, reemplazando a Bryce Dallas Howard.